# Бомбардировка Анконы
Бомбардировка Анконы — морская операция, проведённая флотом Австро-Венгрии против итальянского побережья. Обстрелу подверглись многочисленные военные и гражданские объекты провинции Анкона.

## Ход операции
23 мая 1915 года, за два часа до официального объявления войны, весь австрийский флот вышел из Пулы. Командующий флотом адмирал Гаус решил захватить инициативу, нанеся удар по итальянскому побережью. Внезапность нападения едва не была сорвана итальянским дирижаблем, который заметил австрийские корабли вскоре после их выхода в море. Однако скорость воздушного судна была слишком мала, и оно не сумело повлиять на ход событий.
Обстрел начался 24 мая в 4.00 и длился более часа. Несколько десятков гражданских и военных объектов получили различные повреждения, погибло 63 человека. В результате удара прибрежная железная дорога была серьёзно повреждена, и движение поездов по ней местами прекратилось. Это серьезно повлияло на сроки развёртывания итальянской армии. Кроме того, 2 австрийских эсминца вошли прямо в порт Анкона и торпедировали итальянский пароход, стоящий у причала.
Действия австрийских кораблей не встретили никакого сопротивления со стороны итальянского флота. В дальнейшем итальянцы запросили помощь у союзников для охраны своего побережья от подобных набегов.